# Patan (Durg)
Patan is een nagar panchayat (plaats) in het district Durg van de Indiase staat Chhattisgarh. 

## Demografie
Volgens de Indiase volkstelling van 2001 wonen er 8.698 mensen in Patan, waarvan 51% mannelijk en 49% vrouwelijk is. De plaats heeft een alfabetiseringsgraad van 68%. 